# Matka Boska Śnieżna

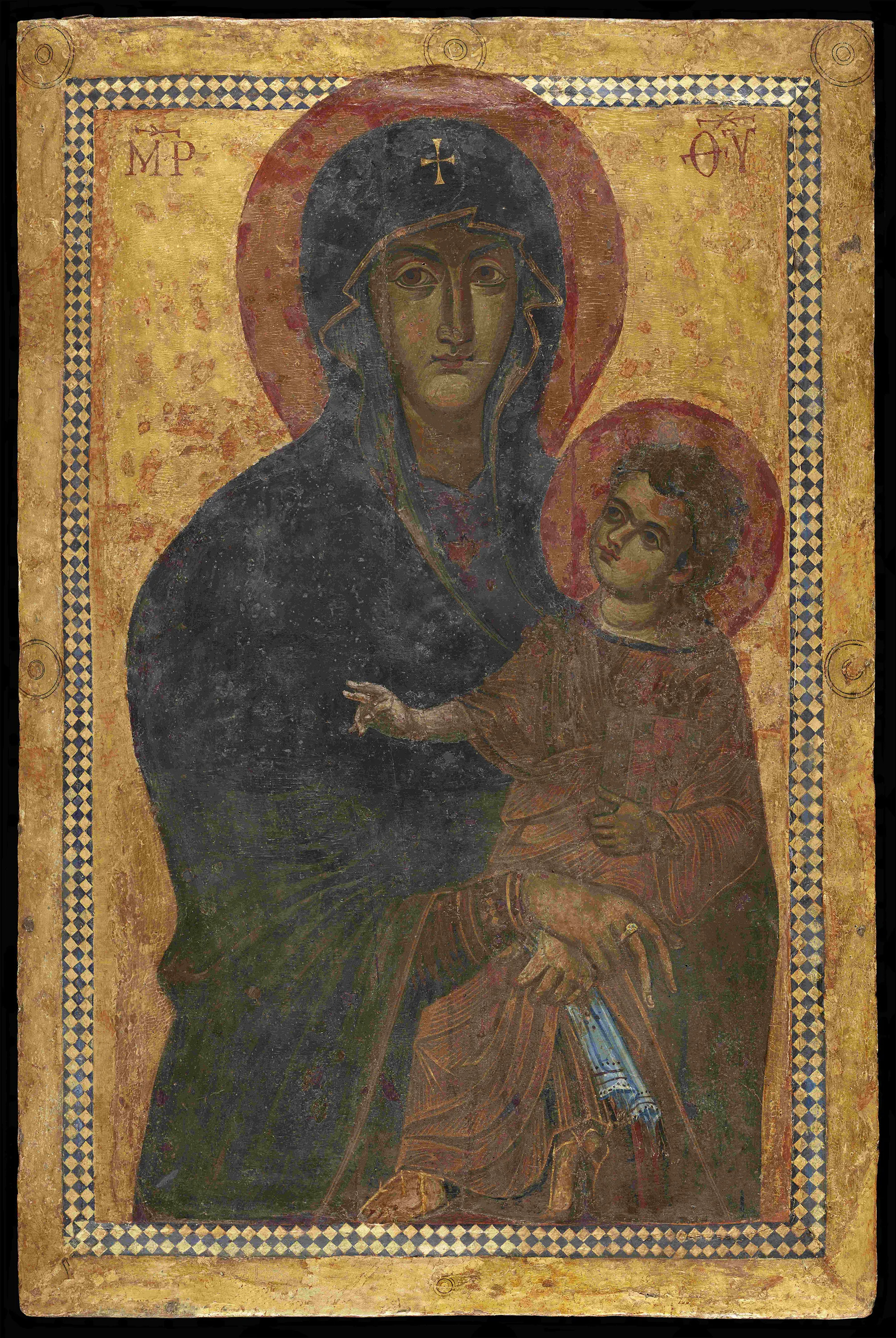
Ikona Salus Populi Romani przed renowacją z 2018 r.

Matka Boża Śnieżna, Najświętsza Maryja Panna Śnieżna, Matka Boża Śnieżna (łac.) Salus Populi Romani (Ocalenie Ludu Rzymskiego) – wizerunek Marii Panny znajdujący się w bazylice Matki Bożej Większej (Santa Maria Maggiore) w Rzymie, pierwszej w Europie i największej rzymskiej świątyni pod wezwaniem Matki Bożej.

## Cudowny obraz
Ten najczęściej kopiowany i najpopularniejszy wizerunek Najświętszej Maryi Panny pochodzi z VI wieku. Bizantyński w stylu obraz zdobią greckie litery. Obraz przedstawia Matkę Boską Śnieżną obejmującą prawą ręką dzieciątko Jezus, które trzyma na lewym przedramieniu. Widoczna dłoń ozdobiona jest pierścieniem, zaś na naszyjniku wisi duży krzyż. Dzieciątko trzyma w dłoni Ewangelię. Obraz, otoczony kultem jako cudowny, zdobią papieskie korony.

## Geneza
Zgodnie z przekazami w upalne lato 5 sierpnia 352 r. na rzymskie wzgórze Eskwilin spadł śnieg. Wydarzenie to miały poprzedzić objawienia, w których Najświętsza Maryja ukazała się patrycjuszowi Janowi, wieszcząc mu, iż zostanie ojcem długo oczekiwanego potomka, w zamian za co ma ufundować świątynię oraz papieżowi Liberiuszowi, uprzedzając prośbę Jana, o zgodę na wybudowanie kościoła. Znakiem miejsca, w którym ma zostać wzniesiona budowla, miał być śnieg. Dla upamiętnienia tego wydarzenia nadano świątyni wezwanie Matki Bożej Śnieżnej.
Tradycję podjął papież Sykstus III, rozbudowując świątynię jako wotum upamiętniające ogłoszenie przez sobór w Efezie dogmatu Theotokos (o Bożym Macierzyństwie Maryi). Wezwanie przebudowanej bazyliki zmieniono na Santa Maria Maggiore – Matki Bożej Większej, jako jednej z czterech bazylik większych Rzymu.
Paweł V wybudował w bazylice, naprzeciw kaplicy Sykstusa V, wyłożoną marmurami kaplicę (kaplica Borghese), w której na wykładanym agatami, ametystami i lapis lazuli ołtarzu umieszczono wizerunek Matki Boskiej Śnieżnej.

## Kult
Początkowo kult Matki Bożej Śnieżnej miał charakter lokalny, od XIV wieku objął inne świątynie Rzymu, a za sprawą Piusa V od 1568 upowszechniony został na cały Kościół i przetrwał do czasów nam współczesnych, mimo iż Benedykt XIV chciał znieść wspomnienie.
Szczególnie czci się wizerunek w Rzymie, gdzie nosi on wezwanie Salus Populi Romani (Ocalenie Ludu Rzymskiego) i gdzie był obnoszony w procesjach w czasach klęsk. Rzymianie przypisują cudownemu wizerunkowi zażegnywanie niebezpieczeństw.
Istnieją na całym świecie kopie obrazu w setkach świątyń poświęconych Matce Boskiej Śnieżnej, w innych (np. w poświęconym w 1782 r. sanktuarium na Górze Iglicznej) – figury, z których wiele jest koronowanych. W Polsce kilkadziesiąt sanktuariów nosi to wezwanie, a w kilkunastu wizerunki udekorowane są papieskimi koronami.
Kopia obrazu jest jednym z symboli Światowych Dni Młodzieży.
Matka Boża Śnieżna jest patronką kobiet oczekujących poczęcia, ludzi dotkniętych chorobami oczu, sportowców i turystów.
Kościół katolicki obchodzi święto Matki Bożej Śnieżnej 5 sierpnia, czcząc rocznicę znaku jakim był śnieg na Wzgórzu Eskwilińskim. W kaplicy bazyliki w czasie obchodów dorocznie z kopuły zrzucane są białe płatki róż przypominające śnieg i symbolizujące wyproszone łaski. Warunkiem uzyskania odpustu zupełnego w roku świętym jest pielgrzymka do wszystkich czterech bazylik większych znajdujących się w Rzymie tj. do:
- bazyliki Matki Bożej Większej
- bazyliki św. Jana na Lateranie
- bazyliki św. Piotra na Watykanie
- bazyliki św. Pawła za Murami